# کالاوسی
کالاوِسی (انگلیسی: Kallavesi)Kallavesi) دریاچه‌ای با اندازه متوسط در شمال ساوونیا، شرق فنلاند، در اطراف شهر کوئوپیو است. این دریاچه در ترکیب با دریاچه‌های مجاور یک سیستم دریاچه‌ای به مساحت ۸۹۰ کیلومتر مربع (۳۴۰ مایل مربع) به نام ایسو-کالا را تشکیل می‌دهد. کالاوسی بزرگ‌ترین دریاچه منطقه و دهمین دریاچه بزرگ فنلاند است.